# Mellicta postsubluciflua
Mellicta postsubluciflua är en fjärilsart som beskrevs av Ruggero Verity 1940. Mellicta postsubluciflua ingår i släktet Mellicta och familjen praktfjärilar. Inga underarter finns listade i Catalogue of Life.